# 黃安濤
黄安涛（1777年—1848年），字凝舆，号霁青，浙江嘉善人。

## 生平
乾隆四十二年出生，嘉庆十四年（1809年）己已，二甲一名进士，散馆授编修。嘉庆十八年，曾買下紀曉嵐的院子。嘉庆二十一年，任贵州主考官。官至广东潮州知府。工诗文，精书法。道光二十七年卒。著有《诗娱室诗》、《息耕草堂诗》等。